# 特特爾里弗 (明尼蘇達州)
特特爾里弗（英語：Turtle River）是一個位於美國明尼蘇達州貝爾特拉米縣的城市。

## 人口
根據2020年美國人口普查的數據，特特爾里弗的面積為2.76平方千米，當中陸地面積為2.76平方千米，而水域面積為0.00平方千米。當地共有人口88人，而人口密度為每平方千米32人。